# CFA-franc

Länder med västafrikansk CFA-franc (XOF)
Länder med centralafrikansk CFA-franc (XAF)

CFA-franc (franska Coopération Financière en Afrique centrale eller Communauté Financière Africaine) är den valuta som används i en valutaunion i vissa områden i Afrika. Området är indelat i två olika monetära unioner som båda använder sig av valutan CFA-franc men från två olika centralbanker. Konvertibiliteten av CFA-franc mot euron garanteras av den franska centralbanken, dock ej valutakursen. Valutakoden för centralafrikansk franc är XAF och XOF för västafrikansk franc. 1 franc = 100 centimes.
Valutan har en fast växelkurs till kursen 0,152449 euro (EUR €), det vill säga 100 CFA-francs = 0,15 EUR och 1 EUR = 655,96 CFA-francs.
Västafrikansk CFA-franc väntas ersättas av en ny valuta, eco. Valutan väntas fortfarande vara bunden till euron. Den 25 januari 2021 bemyndigades Frankrike av Europeiska unionens råd att omförhandla sina valutaavtal med CFA-länderna.

## Användning
- Centralafrikanska franc XAF

Valutan ges ut av Banque Centrale des États de l'Afrique Centrale och förkortas BEAC med huvudkontoret i Yaoundé i Kamerun och skapades i december 1945.
Valutan används i sex länder i Centralafrikanska ekonomiska och monetära samarbetet (CEMAC):
- Centralafrikanska republiken
- Ekvatorialguinea
- Gabon
- Kamerun
- Republiken Kongo
- Tchad

- Västafrikanska franc XOF

Valutan ges ut av Banque Centrale des Etats de l'Afrique de l'Ouest och förkortas BCEAO med huvudkontoret i Dakar i Senegal och skapades i december 1945.
Valutan används i åtta länder i Västafrikanska ekonomiska och monetära unionen (UEMOA):
- Benin
- Burkina Faso
- Elfenbenskusten
- Guinea-Bissau
- Mali
- Niger
- Senegal
- Togo

## Valörer
- mynt: 1, 2, 5, 10, 25, 50, 100, 200 (enbart XAF) och 500 CFA
- underenhet: används ej, tidigare centimes
- sedlar: 500, 1000, 2000, 5000 och 10.000 CFA